# Cerapachyinae

Cerapachys biroi

Cerapachyinae (лат.) — парафилетическая группа тропических муравьёв, выделяемая ранее (в 1920—2014) в ранге подсемейства, а затем включённая в состав Dorylinae (Formicidae). Специализированы на питании другими видами муравьёв (мирмекофагия) или термитов.

## Распространение
Повсюду (пантропика), кроме Европы и умеренного пояса.

## Описание
Мелкие муравьи (5—7 мм), красно-коричневой и чёрной окраски. В стебельке 1 членик (петиоль), но первый сегмент брюшка резко отделён перетяжкой от остальных, напоминая формой второй членик стебелька (постпетиоль) некоторых других муравьёв (Myrmicinae). Отличаются структурой пигидиума (последнего видимого дорсального сегмента брюшка): он сплющенный и вооружён парой дистально сходящихся рядов зубчиков или шипиков). Места прикрепления усиков редуцированы и открыты. Пронотум слит с мезонотумом.

## Классификация
Таксон Cerapachyinae рассматривался в 1920—1975 и 1990—2014 годах как самостоятельное подсемейство и включал около 220 видов, 7 родов и 3 трибы (Acanthostichini, Cerapachyini, Cylindromyrmecini).
Группа близка к подсемействам Dorylinae и Ponerinae. Впервые в ранге подсемейства Cerapachyinae был выделен в 1920 году энтомологом Уильямом Уилером. В 1975 году американский мирмеколог Уильям Браун включил их в ранге нескольких триб в составе подсемейства Ponerinae. В 1990 году британский мирмеколог Барри Болтон восстановил в ранге отдельного подсемейства Cerapachyinae. 
В 2014 году было предложено (Brady et al.) снова включить его и все дориломорфные подсемейства (Aenictinae, Aenictogitoninae, Cerapachyinae, Ecitoninae и Leptanilloidinae) в состав расширенного Dorylinae.
- триба Acanthostichini
  - род Acanthostichus Mayr, 1887
- триба Cerapachyini
  - род Cerapachys F. Smith, 1857
  - род Simopone Forel, 1891
  - род Sphinctomyrmex Mayr, 1866
  - род Tanipone Bolton & Fisher, 2012
  - род Vicinopone Bolton & Fisher, 2012
- триба Cylindromyrmecini
  - род Cylindromyrmex Mayr, 1870

## Экология
Своим полукочевым поведением сходны с настоящими кочевыми муравьями (Ecitoninae, Dorylus, Aenictus и другими), так как регулярно перемещаются с места на место, перенося с собой своих личинок. Гнездятся в земле. Охотятся на другие виды муравьёв или на термитов.